# Ardisia purpureovillosa
Ardisia purpureovillosa là một loài thực vật có hoa trong họ Anh thảo. Loài này được C.Y.Wu & C.Chen ex C.M.Hu mô tả khoa học đầu tiên năm 1990.